# Le Shérif ne tire pas
Pour plus de détails, voir Fiche technique et Distribution.
Le Shérif ne tire pas (Lo sceriffo che non spara) est un western spaghetti italien sorti en 1965, réalisé par José Luis Monter et Renato Polselli.

## Synopsis
Au milieu d'un échange de coups de feu, le shérif Jim tue son père : il jette aux orties son étoile et son pistolet, ce qui rassure les bandits de la région. Quand il décide de les reprendre, c'est un malheur pour tous.

## Fiche technique
- Titre français : Le Shérif ne tire pas
- Titre original italien : Lo sceriffo che non spara
- Titre original espagnole : El sheriff no dispara[1]
- Genre : Western spaghetti
- Réalisation : José Luis Monter, Renato Polselli (sous le pseudo de Lionel A. Prestol)
- Scénario : Vincenzo Cascino (comme Vincent Cashino), María del Carmen Martínez Román (comme Carmen Martinez), José Luis Monter, Renato Polselli  (sous le pseudo de Lionel A. Prestol), Reinat Rizlang, et Guido Malatesta
- Production : Vincenzo Cascino, Sergio Newman pour Accadia Films, Hispamer Films
- Photographie : Aiace Parolin
- Montage : Otello Colangeli (sous le pseudo d'Angel Coly)
- Musique : Felice Di Stefano (comme Felix De Stephen)
- décors : Teddy Villalba
- Costumes : Tigano Lo Faro
- Maquillage : Franco Titi
- Année de sortie : 1965
- Durée : 79 minutes
- Format d'image : 1,33:1
- Langue : espagnol, italien
- Pays :  Espagne,  Italie
- Distribution en Italie : Indipendenti Regionali
- Date de sortie en salle en France : 2 février 1968[1]

## Distribution
- Mickey Hargitay : Allan
- Vincenzo Cascino (comme Vincent Cashino) : Vermont
- Aïché Nana : Lulù
- Marco Mariani (it) (sous le pseudo de Dan Clark) : Jim
- José Luis Zalde : un voyageur
- Manuel Zarzo : Brett
- Pilar Clemens : Desiré
- Solvi Stübing : Rita
- Ángel Ter : adjoint du shérif
- Sancho Gracia : Sam
- Gianni Dei : Stephen (non crédité)
- Anthony Devi : un bandit
- German Grech : un bandit
- Victor Kasline : mexicain adjoint du shérif